# Tom Courtney
Thomas William "Tom" Courtney, född 17 augusti 1933 i Newark, New Jersey, död 22 augusti 2023 i Naples, Florida, var en amerikansk friidrottare inom kort- och medeldistanslöpning.
Courtney blev olympisk mästare på 800 meter vid olympiska sommarspelen 1956 i Melbourne.